# Anna Maria Taigi
Anna Maria Taigi (* 29. Mai 1769 in Siena, Großherzogtum Toskana; † 9. Juni 1837 in Rom) war eine Mystikerin und wurde 1920 von der katholischen Kirche seliggesprochen.

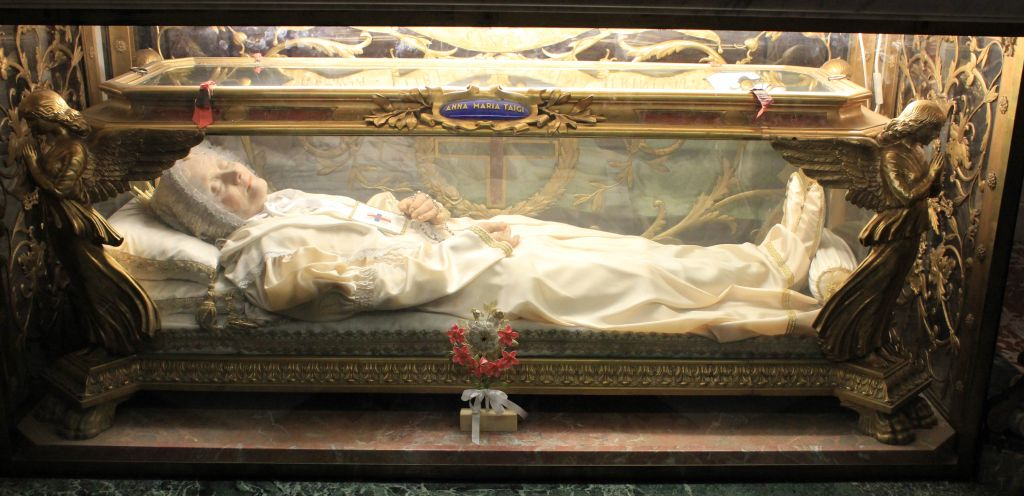
Der Leichnam von Anna Maria Taigi in der Basilika San Crisogono

## Leben
Anna Maria Taigi ist vor allem wegen ihrer mystischen Erfahrungen, Prophezeiungen und Visionen bekannt und war Ratgeberin wichtiger Persönlichkeiten Roms. Am 26. Dezember 1808 trat sie in den dritten Orden der Trinitarier ein. Deshalb wird sie in der christlichen Ikonographie im Habit dieses Ordens abgebildet.
Eine Besonderheit ihrer Visionen ist, dass sie auf der Scheibe einer dornenumkränzten Sonne Ereignisse der Vergangenheit, aber auch der Zukunft sah. Ihr geistlicher Begleiter war der später heiliggesprochene Passionist Vincenzo Maria Strambi.
Anna Maria Taigi wurde am 30. Mai 1920 von Papst Benedikt XV. seliggesprochen. Ihr unverwester Leichnam ist in einer ihr geweihten Kapelle der Basilika San Crisogono beigesetzt. Ihr Gedenktag ist der 9. Juni.